# Delegado
Un delegado es el miembro de un grupo que está representando a una organización (ej., a un gobierno, a una organización caritativa, una ONG, o un sindicato) en una reunión o conferencia entre organizaciones del mismo nivel (ej., conversaciones sobre comercio o una cumbre medioambiental entre gobiernos; un litigio sobre una disputa industrial; o una reunión del consejo estudiantil de universidades individuales en una conferencia nacional estudiantil).

## Empresas
En España, el delegado de personal es la representación de los trabajadores en la empresa (o centro de trabajo) cuando se cuenta con menos de cincuenta y más de diez trabajadores. Igualmente podrá haber un delegado de personal en aquellas empresas (o centros de trabajo) que cuenten entre seis y diez trabajadores, si así lo decidieran estos por mayoría. Los delegados de personal podrán ser: 1 si la empresa cuenta con hasta 30 trabajadores, y 3 si la empresa cuenta con entre 31 a 49 trabajadores.  
Esta figura jurídica está definida como el órgano representativo y colegiado del conjunto de los trabajadores de la empresa (o centro de trabajo) para la defensa de sus intereses, y está regulada en la legislación mediante R.D.LG. 2/2015, arts. 4 y 61 al 76

## Política

### Estados Unidos de América
Los delegados de los principales partidos políticos están envueltos en la selección de los candidatos para la presidencia de los Estados Unidos por medio de asambleas, convenciones y primarias. Algunos de los oficiales envueltos en esto son llamados superdelegados. 
Un delegado es el título de una persona elegida en la Cámara de Representantes de los Estados Unidos para servir a los intereses de un territorio estadounidense organizado, en el extranjero o en el Distrito de Columbia, pero históricamente en la mayoría de los casos a una parte de América del Norte como precursor de los actuales estados de la unión.
Los delegados tienen facultades similares a la de Representantes, incluyendo el derecho de votar en un comité, pero no tienen derecho a tomar parte en el uso de la palabra en las votaciones de la Cámara. Véase: Delegado (Congreso de Estados Unidos). 
Un mandato similar se lleva a cabo en el marco del estilo Comisionado Residente.
- Un delegado es el título dado a los individuos electos de la Cámara baja del órgano bicameral del estado de Maryland, Virginia y Virginia Occidental (véase Cámara de delegados).

- Los miembros de otras asambleas parlamentarias, como el congreso Continental o la constitución del estado de Nueva York.

- Los miembros de un órgano encargado de escribir o revisar o fundacional o cualquier otro documento básico gubernamental (como los miembros de una convención constitucional son usualmente referidos como "delegados".)

#### Partido Demócrata
El partido demócrata de los Estados Unidos de América usas los candidatos prometidos o asignados y superdelegados. Un candidato nominado del partido demócrata debe ganar una mayoría de votos de delegados combinados en la Convención Nacional Demócrata, que se celebrará en Denver, Colorado en agosto de 2008. 
Los delegados asignados o prometidos son electos o escogidos a nivel estatal o local, con el entendimiento de que respaldarán a un candidato en la convención nacional. Los delegados asignados no están obligados a votar por un candidato, sin embargo ellos pueden revisar la lista y cambiar de parecer en cualquier momento y eliminar al candidato que creen que no podrá ganar en las elecciones generales. Actualmente hay 3,253 delegados asignados.
Del total de 4,047 delegados demócratas, 794 son superdelegados, que usualmente son miembros del congreso, gobernadores, expresidentes, y otros líderes de partidos. Ellos no están obligados a escoger cierto candidato . 
El partido Demócrata usa una representación proporcional para determinar cuantos delegados cada candidato recibirá en cada estado. Por ejemplo, si un candidato recibe el 40% del voto popular en una primaria estatal, el candidato o candidata recibirá el 40% de delegados; sin embargo, un candidato debe de ganar por lo menos 15% del voto, o no adquirirán un delegado Sí un candidato recibe el 14% del voto en la elección primaria, no recibirá ningún delegado. No hay un proceso para ganar superdelegados, ya que ellos votan por el que deseen. Un candidato necesita obtener 2,025 delegados para poder ganar la nominación.

#### Partido Republicano
El partido Republicano de los Estados Unidos de América utiliza un sistema similar pero con una pequeña terminología diferente al tener delegados sin compromiso y delegados prometidos o asignados. Hay un total de 2,380 delegados republicanos, 1,719 son delegados prometidos, que al igual que los delegados demócratas, también son elegidos a nivel estatal o local. Para convertirse en el nominado del partido republicano, el candidato debe de ganar una simple mayoría de 1,9191 de los 2,380 del total de delegados en la Convención Nacional Republicana celebrada en Minneapolis, Minnesota en septiembre de 2008.
La mayoría de los delegados sin compromiso son elegidos como los delegados prometidos, y lo más probable es que respalden a un candidato en concreto. Mucho de los otros delegados sin compromiso automáticamente sostienen el estatus de delegado ya sea por virtud de su posición como dirigente del partido o una persona del comité nacional. Este grupo es conocido como delegados sin compromisos del Comité Nacional Republicano.
El proceso en la cual los delegados son repartido a los candidatos, varía de estado a estado. Muchos estados tienen el sistema de "el que gana, se lo lleva todo", donde el voto popular determina el candidato ganador, mientras que otros usan el sistema de representación proporcional. El Comité Nacional Republicano no requiere que el candidato reciba el 15% del voto popular para adquirir un delegado, sin embargo, algunos estados podrían requerirlo.
Los delegados sin compromisos del Comité Nacional Republicano, son libres de votar por cualquier candidato en su estado. La mayoría de los delegados sin compromiso (aquellos que son electos o escogidos) técnicamente tienen la libertad de votar por cualquier candidato; sin embargo ellos pueden respaldar a cualquier candidato.

## Religión
- Wikcionario  tiene definiciones y otra información sobre delegado.
- Nuncio apostólico, uno designado por el Papa